# Форос
Форо́с (укр. Форос, крымскотат. Foros, Форос) — посёлок городского типа (ПГТ) на южном берегу Крыма. 
ПГТ входит в городской округ Ялта Республики Крым (Форосский поссовет Ялтинского горсовета Автономной Республики Крым).

## Население
| 1805  | 1926  | 1970  | 1979  | 1989  | 2001  | 2009  |
| ----- | ----- | ----- | ----- | ----- | ----- | ----- |
| 79    | ↗279  | ↗1293 | ↗2073 | ↗2810 | ↘2166 | ↘1953 |
| 2010  | 2011  | 2012  | 2013  | 2014  | 2016  |       |
| ↗1959 | ↗1978 | ↗1982 | ↗1994 | ↘1844 | ↗1889 |       |

Национальный состав
- В 1805 году: крымские татары — 1.
- В 1944 году: русские — 86, украинцы — 15, крымские татары — 15.
- В 1926 году: русские — 227, украинцы — 21, греки — 9, евреи — 7, болгары — 3, крымские татары — 1.

Всеукраинская перепись 2001 года показала следующее распределение по носителям языка:
| Язык       | Доля, % |
| ---------- | ------- |
| русский    | 84,9    |
| украинский | 14,1    |
| другие     | 0,77    |

## География
Крайний южный и западный населённый пункт городского округа (а также крайний южный населённый пункт всего Крыма), находится в 40 километрах от Ялты, высота центра посёлка над уровнем моря 32 м. Расположен на южном берегу Крыма, на берегу Чёрного моря, восточнее самой южной точки Крыма — мыса Сарыч. Транспортное сообщение осуществляется по региональной автодороге 35Н-621 от Южнобережного шоссе.

## Современное состояние
На 2020 год в Форосе числится 6 улиц; на 2009 год, по данным поссовета, посёлок занимал площадь 266 гектаров на которой проживало 2050 человек. Основные предприятия посёлка - санатории «Форос» и им. Терлецкого, действуют средняя школа с детским садом, дом культуры, амбулатория, отделение Почты России, банк РНКБ. Форос связан автобусным сообщением со всеми городами юго-западного Крыма и аэропортом Симферополь.

## Климат
Климат посёлка субтропический средиземноморский (см. Южный берег Крыма), с тёплой зимой (средняя температура января около +4…+5 °C) и длительным, влажным, но не очень жарким летом. Важное отличие Фороса от классического ЮБК в высоте гор в округе: Байдарская яйла и Ай-Петринская яйла на севере от Фороса  высота гор всего лишь от 500 до 700 метров.

## История
Название было дано посёлку жившими здесь в средние века греками (греч. φάρος — маяк; греч. φόρος — пошлина, налог).
Есть сведения, что Форос относится к древнейшим поселениям южного берега Крыма, основанным греками в V веке до нашей эры, но впервые упоминается, как Fovi, в хранящихся в Генуе казначейских списках Кафы (cartolfri della Masseria), относимых, примерно, к 1360 году, когда, по договору Генуи с Элиас-Беем Солхатским 1381 года, «гористая южная часть Крыма к северо-востоку от Балаклавы», с её поселениями и народом, который суть христиане, полностью переходила во владение генуэзцев, в состав Капитанства Готия. После разгрома Кафы османами в 1475 году Форос перешёл под власть Османской империи и административно был включён в состав Мангупского кадылыка санджака Кефе (до 1558 года, в 1558—1774 годах — эялета), (впоследствии, эялета). В путеводителе Сосногоровой 1871 года содержится утверждение, что селение находится на месте генуэзской крепости Fori. Впервые в исторических документах название встречается в налоговых ведомостях 1634 года, согласно которым в селении дворов немусульман не числилось; недавно выселившихся дворов — 11. Жители выехали в Агутку — 1 двор, в Байдар — 2 двора, Дерекой — 3, Кучук-Мускомйа — 3 и Ските — 2 двора. Документальное упоминание селения встречается в «Османском реестре земельных владений Южного Крыма 1680-х годов», согласно которому в 1686 году (1097 год хиджры) Форос входил в Мангупский кадылык эялета Кефе. Всего упомянуто 28 землевладельцев, все мусульмане, владевших 576-ю дёнюмами земли. После обретения ханством независимости по Кючук-Кайнарджийскому мирному договору 1774 года «повелительным актом» Шагин-Гирея 1775 года селение было включено в Крымское ханство в состав Бакчи-сарайского каймаканства Мангупскаго кадылыка, что зафиксировано и в Камеральном Описании Крыма… 1784 года.
После присоединения Крыма к России 8 (19) апреля 1783 года, 8 (19) февраля 1784 года, именным указом Екатерины II сенату, на территории бывшего Крымского Ханства была образована Таврическая область и деревня была приписана к Симферопольскому уезду. Перед Русско-турецкой войной 1787—1791 годов производилось выселение крымских татар из прибрежных селений во внутренние районы полуострова. В конце 1787 года из Фороса были выведены все жители — 74 души. В конце войны, 14 августа 1791 года всем было разрешено вернуться на место прежнего жительства. После Павловских реформ, с 1796 по 1802 год, входила в Акмечетский уезд Новороссийской губернии. По новому административному делению, после создания 8 (20) октября 1802 года Таврической губернии, Форос был включён в состав Чоргунской волости Симферопольского уезда.
По Ведомости о всех селениях в Симферопольском уезде, состоящих с показанием, в которой волости сколько числом дворов и душ… от 9 октября 1805 года, в деревне Форос числилось 14 дворов и 79 жителей, исключительно крымских татар. На военно-топографической карте генерал-майора Мухина 1817 года деревня Форус обозначена с 13 дворами. После реформы волостного деления 1829 года Форош, согласно «Ведомости о казённых волостях Таврической губернии 1829 года», отнесли к Байдарской волости. Шарль Монтандон в своём «Путеводителе путешественника по Крыму, украшенный картами, планами, видами и виньетами…» 1833 года писал о Оросе, как о деревне, состоящей из 20 домов убогого вида.
Именным указом Николая I от 23 марта (4 апреля) 1838 года, 15 апреля был образован новый Ялтинский уезд и деревню передали в состав Байдарской волости Ялтинского уезда. На карте 1842 года Форос обозначена условным знаком «малая деревня», то есть, менее 5 дворов.

В 1860-х годах, после земской реформы Александра II, деревня осталась в составе преобразованной Байдарской волости. Согласно «Списку населённых мест Таврической губернии», составленному по результатам VIII ревизии 1864 года, Форос — две владельческие русские экономии с 3 дворами, 8 жителями и кордоном пограничной стражи при безъименных источниках. Сосногорова, на 1871 год, упоминает не примечательную татарскую деревушку и несколько дач. На трёхверстовой карте Шуберта 1865—1876 года на месте деревни обозначена дача княжны Голицыной Форос и на верстовой карте 1889—1890 года также обозначена усадьба Форос. Сильный толчок развитию Фороса дал купец, промышленник и меценат Александр Григорьевич Кузнецов, купивший в Форосе в 1887 году 256 гектаров земли (по другим данным — в 1886 году у графа Игнатьева). На его средства был возведен Храм Воскресения Христова, строительство которого было посвящено чудесному спасению царской семьи во время крушения поезда. Кузнецов организовал проведение в Форос телеграфной и телефонной сетей, электричества, возвел пристань, построил роскошный усадебный дом, создал Форосский парк.
После смерти в 1895 году А. Г. Кузнецова имение отошло к его сестре, Елизавете (встречаются варианты Екатерина и Мария) Григорьевне Кузнецовой, супруге Константина Капитоновича Ушкова, совладельца Товарищества химических заводов П. К. Ушкова и К°. После смерти Кузнецовой
имением совместно владели Константин Капитонович и его сын Григорий Константинович Ушковы, но, фактически, Форосом управлял Григорий, а Константин Капитонович занимался химической промышленостью. В путеводителе 1902 года А. Я. Безчинского утверждается, что имение Кузнецова на тот год уже принадлежало Ушковым. По Статистическому справочнику Таврической губернии, 1915 год, в приписанному к деревне Скеле имении Г. К. Ушкова Форос Байдарской волости Ялтинского уезда, числился 1 двор с русским населением в количеств 48 человек только «посторонних» жителей. Стремясь превратить Форос в курорт мирового уровня, Григорий Ушков в 1916—1917 годах создал проект «города-сада», осуществить который помешала революция 1917 года.
После установления в Крыму Советской власти, по постановлению Крымревкома от 8 января 1921 года была упразднена волостная система и селение подчинили Ялтинскому району Ялтинского уезда. В 1922 году уезды получили название округов. Согласно Списку населённых пунктов Крымской АССР по Всесоюзной переписи 17 декабря 1926 года, на хуторе и санатории Форос, Мухалатского сельсовета Ялтинского района, числилось 113 дворов, из них 21 крестьянский, население составляло 279 человек, из них 227 русских, 21 украинец, 9 греков, 7 армян, 3 болгарина, 1 белорус, 1 крымский татарин, 1 латыш, 1 немец, 8 записаны в графе «прочие», действовала русско-татарская школа I ступени. Во время землетрясения 1927 года дворец Кузнецова значительно пострадал и находился практически в аварийном состоянии. На 1935 год усадьба Кузнецова Форос являлась домом отдыха ЦИК СССР
В 1944 году, после освобождения Крыма от фашистов, согласно Постановлению ГКО № 5859 от 11 мая 1944 года, 18 мая крымские татары Фороса были депортированы в Среднюю Азию. На май того года в селе учтено 119 жителей (45 семей), из них 86 русских и по крымских татар и 15 украинцев.
Время переподчинения Мшатскому сельсовету пока не установлено: на 1941 год Форос ещё в составе Мухалатского, а, указом Президиума Верховного Совета РСФСР от 21 августа 1945 года переименован в Южновский уже Мшатский совет Ялтинского района. С 25 июня 1946 года Форос в составе Крымской области РСФСР. До 1953 года Форос, вместе с сельсоветом, был передан в состав Балаклавского района Севастополя, поскольку, по состоянию на 1 января 1953 года в санатории Форос Южновского сельсовета Балаклавского района было 115 хозяйств рабочих и служащих (376 человек), а в одноимённом подсобном хозяйстве того же сельсовета — 23 хозяйства и 70 человек. В 1954 году в обоих селениях числилось 233 хозяйства и 508 жителей. 26 апреля 1954 года Крымская область была передана из состава РСФСР в состав УССР. В 1959 году был образован Форосский сельсовет, в 1962 году Форосу присвоен статус посёлка городского типа. 1 января 1965 года, указом Президиума ВС УССР «О внесении изменений в административное районирование УССР — по Крымской области», Форос включён в состав Ялты. С 12 февраля 1991 года селение в составе восстановленной Крымской АССР, 26 февраля 1992 года переименованной в Автономную Республику Крым.

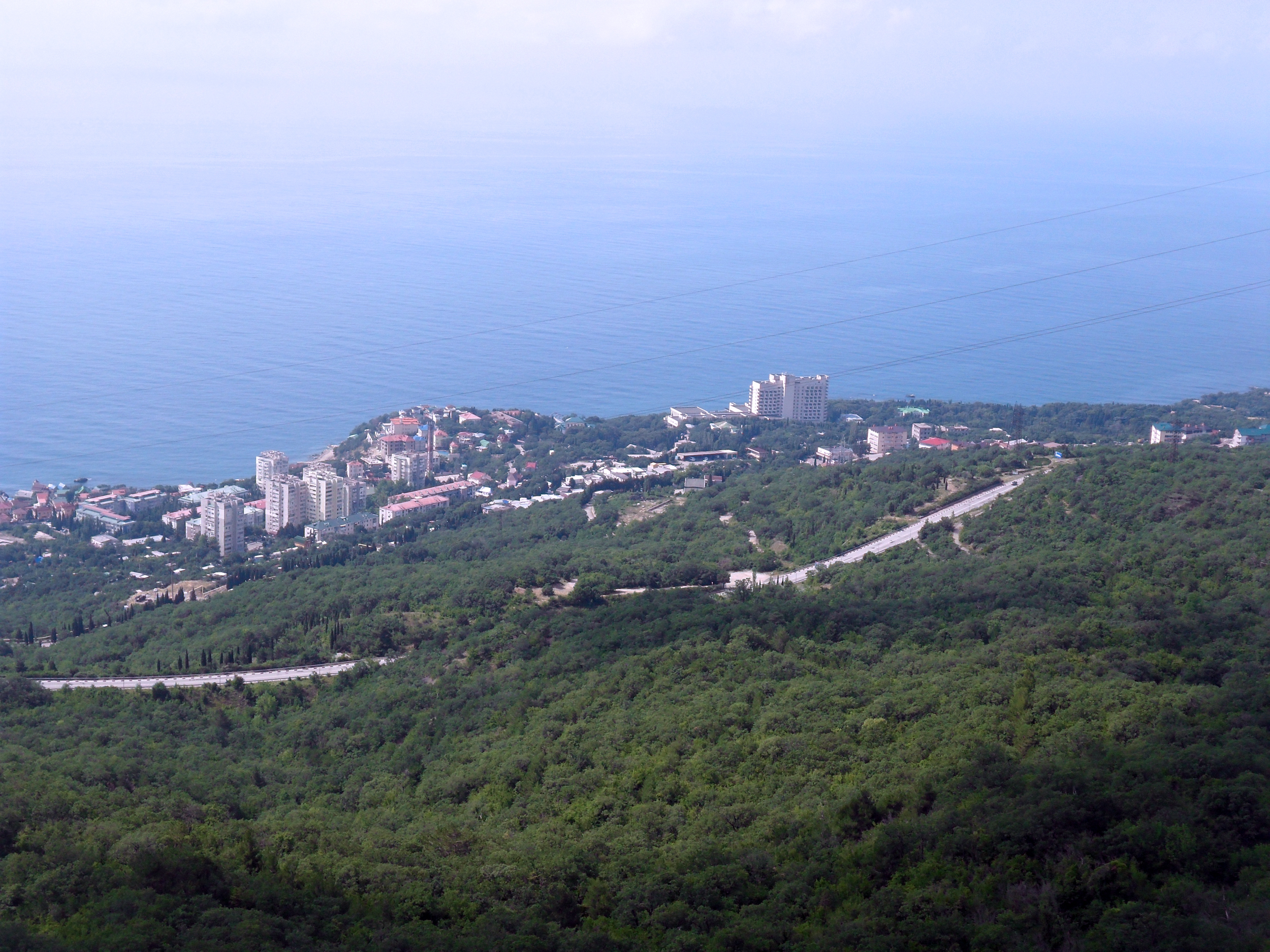
Вид с обзорной площадки Форосской церкви на посёлок
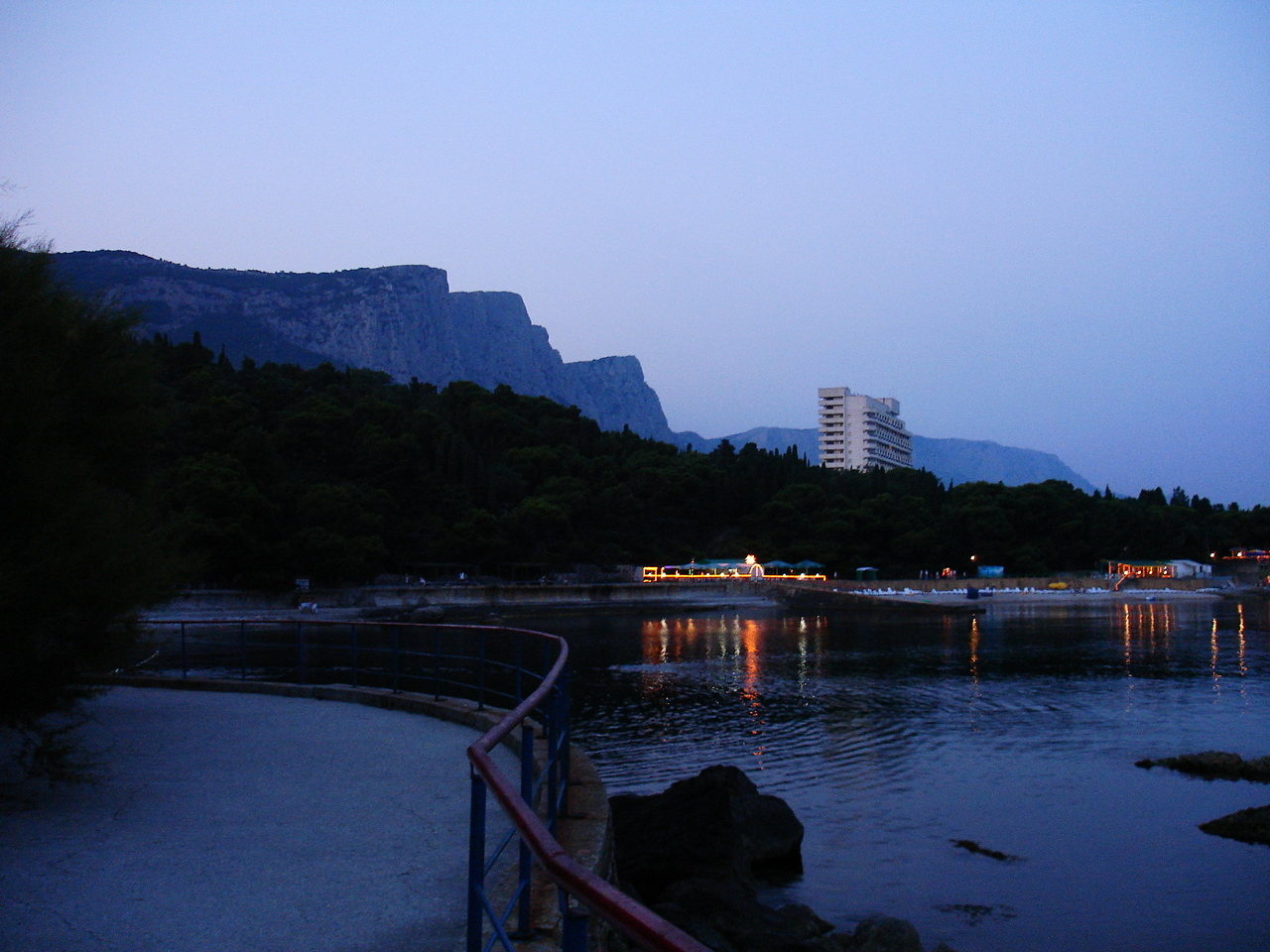
Форосская набережная
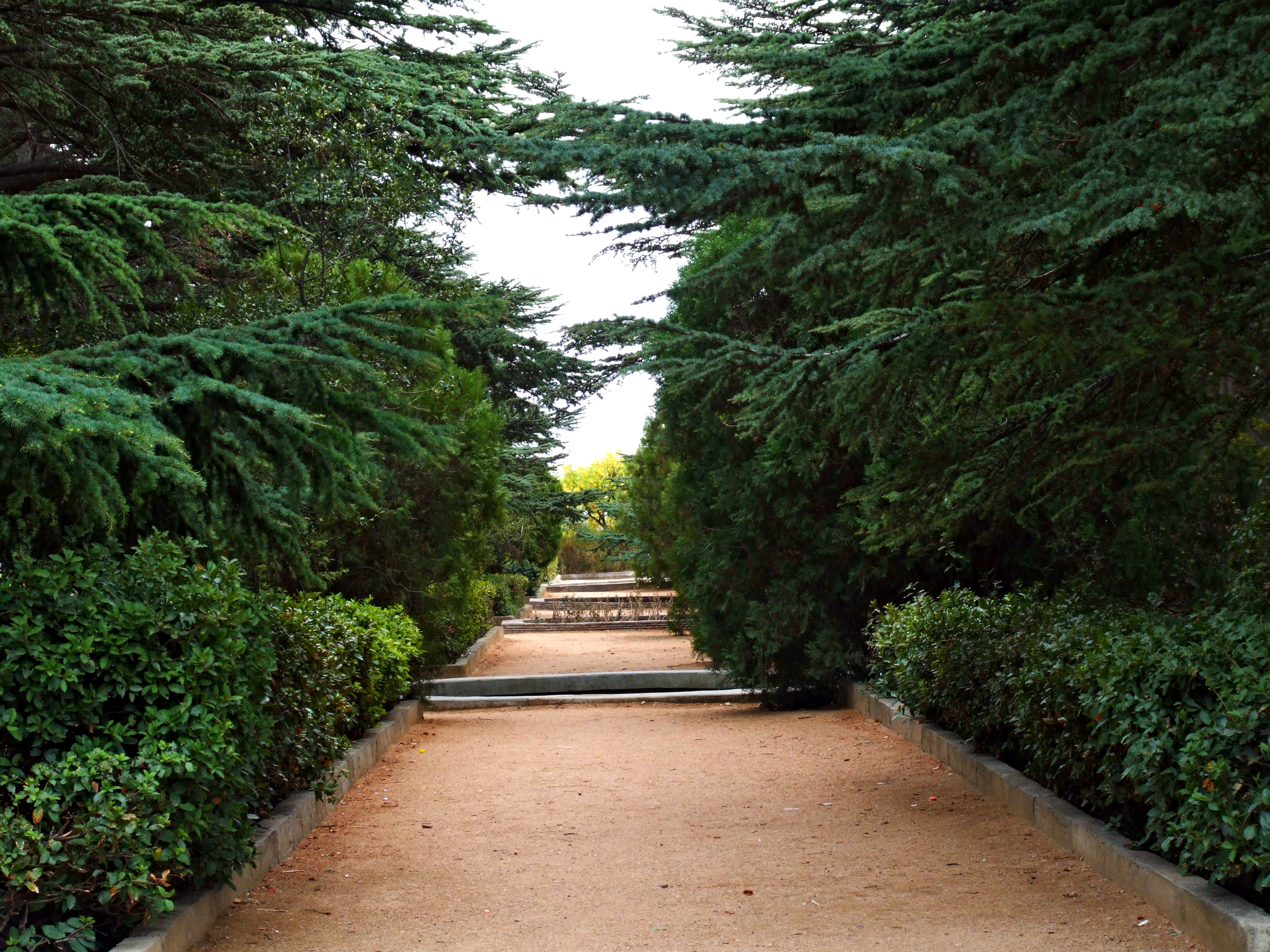
Парк
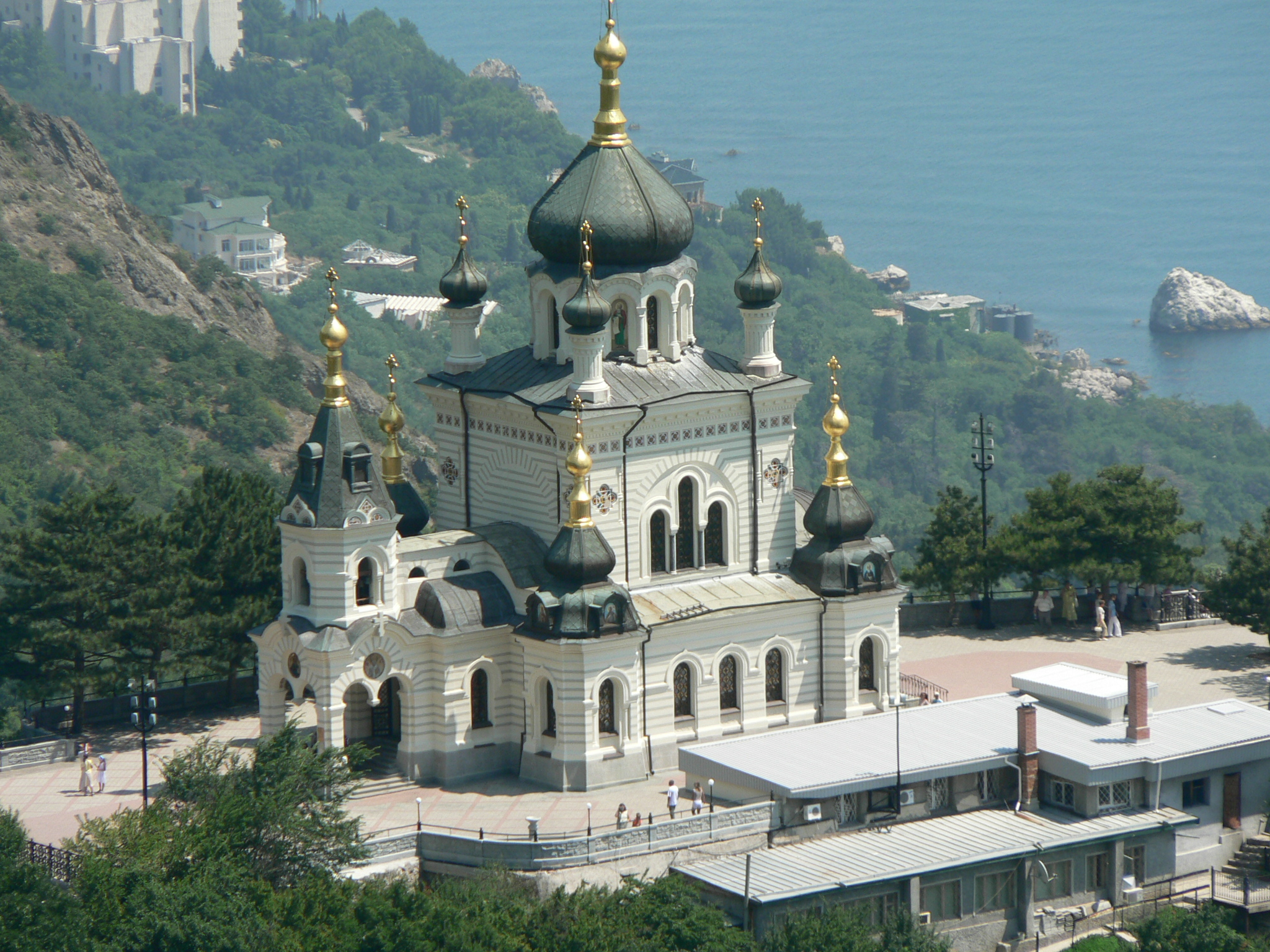
Форосская церковь
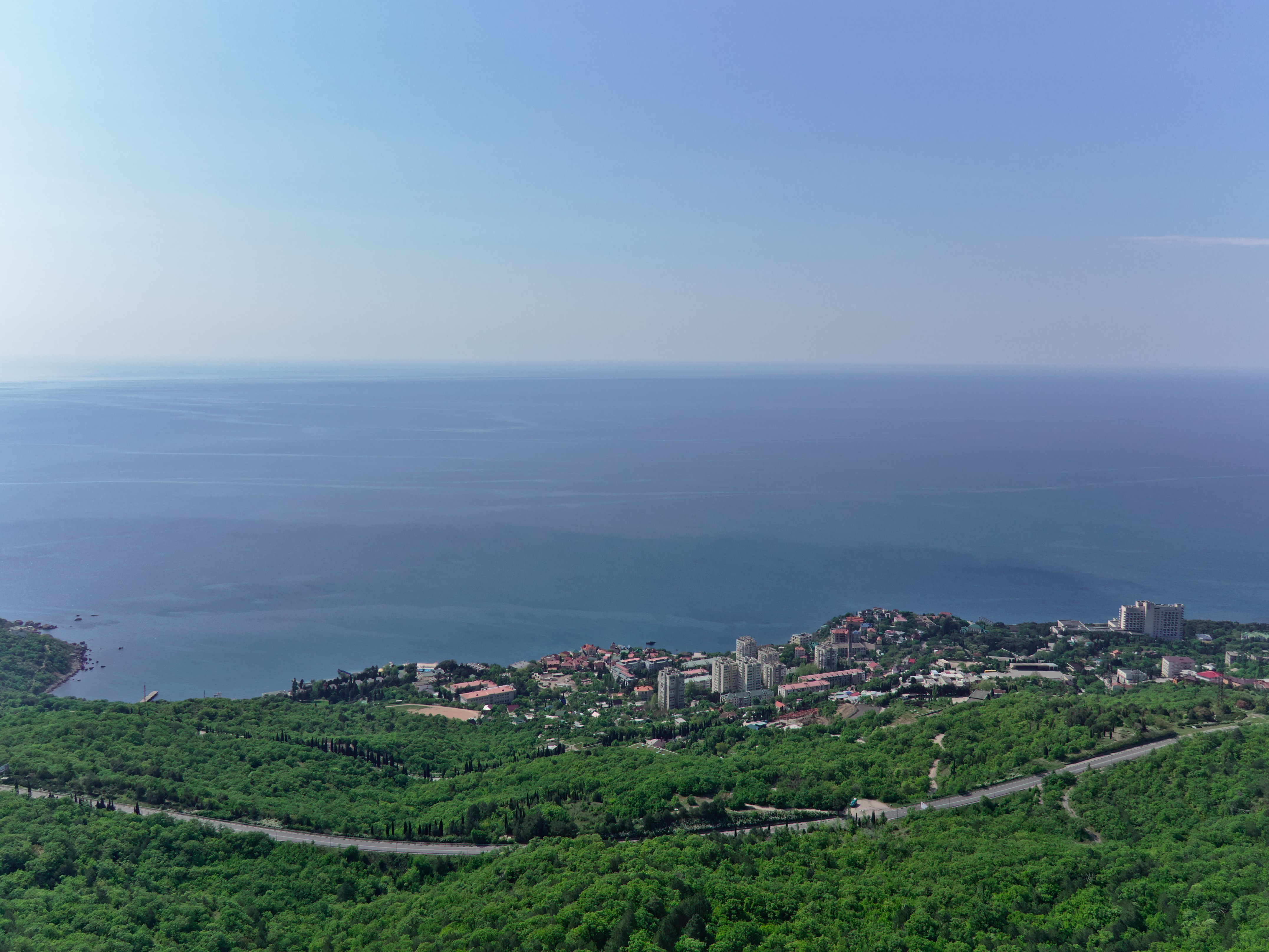
Вид на посёлок и долину со стороны гор
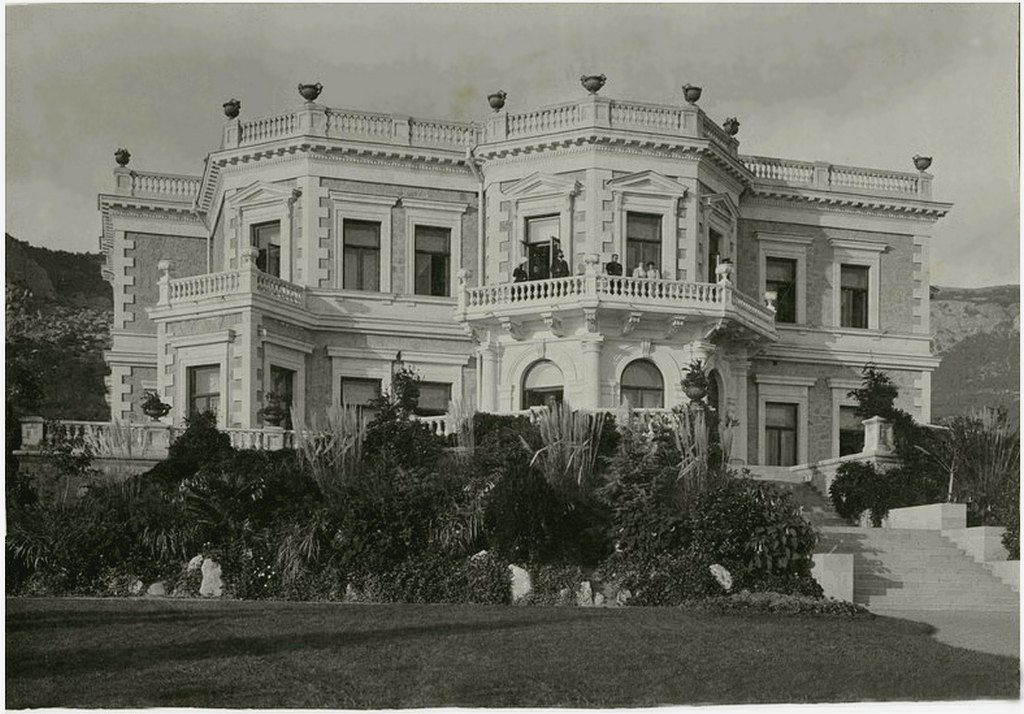
Дворец промышленника А. Г. Кузнецова. 10 июня 1895 года

## Правительственная дача
В 1986—1988 годах в 2 км к западу от посёлка Форос была выстроена новая правительственная дача — «дача Горбачёва» (объект «Заря»).
Проект правительственной дачи в Крыму был одобрен Верховным Советом СССР в 1984 году. Именно здесь во время событий 19—21 августа 1991 года президент СССР М. С. Горбачёв, по некоторым данным, был изолирован ГКЧП. В те дни о Форосе узнал весь мир.
Вечером 21 августа 1991 года охрана на машинах вывезла М. С. Горбачёва и всех членов его семьи на аэродром Бельбек, а 22 августа, уже затемно, Президентская чета прибыла на самолёте Ту-134 в столичный аэропорт Внуково. После распада СССР в декабре 1991 года эта резиденция перешла в ведение администрации Президента Украины, а после аннексии Крыма Российской Федерацией — к Управлению делами Президента РФ. Бо́льшая часть территории дачи, впрочем, находится на территории Балаклавского района Севастополя.